# Koherentno valovanje
Koherénca je značilnost valovanj z enako frekvenco in enako polarizacijo, ko je fazna razlika med izbranima valovanjema konstantna. Koherenca je tesno povezana s pojavom interference. Superpozicija koherentnih valovanj da značilen interferenčni vzorec, nekoherentna valovanja, pri katerih ni konstantne fazne razlike med izbranima valovanjema, pa interferenčne slike ne dajo. Koherenčni pojavi se delijo na časovne in prostorske.

## Koherenca in korelacija
Koherenca dveh valov pove, kako dobro sta valova korelirana, kar se meri s tako imenovano prečno korelacijsko funkcijo. Ta lahko pove nekaj o fazi drugega vala, če se pozna fazo prvega. Lahko pa se meri korelacije istega valovanja s samim seboj ob različnem času ali na različnem mestu. Ta odvisnost se imenuje avtokorelacijska funkcija ali samokoherenca.

## Zgledi valovnih stanj
Naslednji zgledi so sistemi, ki se jih lahko opiše z neko obliko valovne enačbe.
- valovi na vrvi
- površinski valovi na kapljevini
- elektromagnetni valovi v valovnih vodnikih
- zvok
- radijski valovi in mikrovalovi
- svetloba (optika)
- elektroni, atomi ali drugi delci, ki se jih opiše s kvantno mehaniko.

V večini teh sistemov se lahko valovanje meri neposredno in se tako preprosto izračuna korelacije med valovi. V optiki pa se namesto nihajočega električnega polja meri jakost svetlobe in se na ta način opiše tudi koherenco valovanj. Večina spoznanj o koherenci opisanih spodaj je bilo pridobljenih na področju optike.

## Časovna koherenca
Časovna koherenca se nanaša na korelacije med dvema valoma na istem mestu, a ob različnih časih. Meri povprečne korelacije med vrednostjo valovanja s samim seboj v časovnem zamiku {\displaystyle \tau } in pove, kako monokromatski oziroma enobarven je izvor valovanja. Povedano drugače, časovna koherenca pove nekaj o tem, kako dobro valovanje interferira samo s seboj ob različnih časih.

Časovno zakasnitev, v kateri se faza znatno spremeni in se zato korelacije precej zmanjšajo, imenujemo koherenčni čas {\displaystyle \tau _{C}}. Koherenčna dolžina {\displaystyle L_{C}} je definirana kot razdalja, ki jo val prepotuje v času {\displaystyle \tau _{C}}:
{\displaystyle L_{C}=c\,\tau _{C}\!\,,}
kjer je {\displaystyle c\!\,} hitrost svetlobe.
Če valovanje interferira  samo s seboj v časovni zakasnitvi, ki je manjša od koherenčnega časa, je to efektivno enako, kot da bi interferirali dva monokromatska valova skupaj.
Znano je, da valovanje, ki vsebuje širši spekter frekvenc, hitreje postane nekorelirano in ima tako krajši koherenčni čas. Velja:
{\displaystyle \tau _{C}\Delta f\lesssim 1}.

### Zgledi časovne koherence
- monokromatsko valovanje pri eni sami frekvenci je popolnoma korelirano samo s seboj pri vseh časovnih zakasnitvah. Koherenčni čas je neskončen.
- valovanje s hitro spreminjajočo se fazo ima kratek koherenčni čas.
- kratki sunki valovanja (valovni paketi) so običajno sestavljeni iz širokega območja frekvenc. Njihova amplituda se hitro spreminja, zato je tudi njihov koherenčni čas kratek.
- bela svetloba vsebuje širok pas frekvenc, amplituda in faza tega valovanja se hitro spreminjata. Ima zelo kratek koherenčni čas in jo smatramo za nekoherentno valovanje.

Laserji so običajno izvori monokromatske ali enobarvne svetlobe. Koherenčne dolžine laserske svetlobe so tudi po več sto metrov. To pa ne velja za vse vrste laserjev: sunkovni laserji, ki oddajajo kratke svetlobne sunke in delujejo v načinu uklepanja faz, niso monokromatski. Svetleče diode prav tako niso monokromatska svetila in imajo krajše koherenčne čase.

### Merjenje časovne koherence in matematični opis
V optiki se časovno koherenco meri z interferometri, kot na primer Michelsonovim interferometrom ali Mach-Zehnderjevim interferometrom.

#### Michelsonov interferometer
Pri Michelsonovem interferometru potuje potuje svetloba iz izvora S na polprepustno zrcalo M, ki 50% svetlobe odbije proti zrcalu M1 (kar opišemo s časovno odvisnim električnim poljem {\displaystyle E(t)}), 50% svetlobe pa prepusti proti zrcalu M2 (kar podobno opišemo s časovno odvisnim električnim poljem {\displaystyle E(t+\tau )}). Svetloba se na obeh zrcalih odbije in vrne do polprepustnega zrcala M. Tu se oba žarka združita in odbijeta na detektor, kjer tvorita interferenčni vzorec. Interferometer je nastavljiv, saj lahko spreminjamo oddaljenost zrcala M2 od polprepustnega zrcala M in s tem spreminjamo pot potovanja tega žarka svetlobe ter zakasnitev {\displaystyle \tau } .
Na Michelosonovem interferometru svetloba interferira s svojo časovno zakasnjeno različico. Žarek, ki potuje vzdolž zrcala M2, mora prepotovati daljšo razdaljo kot svetloba, ki se širi vzdolž zrcala M1.
Na zaslonu opazujemo interferenčni vzorec, ki je odvisen od razlike poti žarkov {\displaystyle d}, ki potujeta proti zrcalu M2 in M1. Ko je {\displaystyle d=0}, so na zaslonu vidni značilni svetli in temni kolobarji, ki z naraščanjem {\displaystyle d} postajajo vedno manj jasno vidni. Za {\displaystyle d>L_{C}/2} svetli in temni kolobarji popolnoma izginejo.
Svetloba torej ne more interferirati s svojo časovno zakasnjeno različico, če je časovni zamik prevelik. Vemo že, da je {\displaystyle L_{C}} koherenčna dolžina: interferenčne pojave lahko opazimo le, ko je razlika poti žarkov manjša od koherenčne dolžine.
Detektor na mestu zaslona meri časovno povprečeno jakost svetlobe - tako se lahko nariše graf odvisnosti jakosti od zakasnitve {\displaystyle \tau } (slika 4).
Izmerjena jakost svetlobe na detektorju:
{\displaystyle I=\langle |E(t)+E(t+\tau )|^{2}\rangle =\langle |E(t)|^{2}\rangle +\langle |E(t+\tau )|^{2}\rangle +2Re\langle E(t)E^{*}(t+\tau )\rangle =2I_{0}+2Re(\Gamma _{11}(\tau ))=2I_{0}(1+Re(\gamma _{11}(\tau )))}, kjer je
{\displaystyle I_{0}=\langle |E(t)|^{2}\rangle =\langle |E(t+\tau )|^{2}\rangle }
Jakost na detektorju je časovno povprečena, saj detektor deluje bistveno počasneje, kot pa je frekvenca svetlobe, ki se jo preučuje. Čas povprečenja {\displaystyle T} je obratno sorazmeren s frekvenco delovanja detektorja.
{\displaystyle \Gamma _{11}(\tau )} je avtokorelacijska funkcija, definirana kot:
{\displaystyle \Gamma _{11}(\tau )=\langle E(t)E^{*}(t+\tau )\rangle =\lim _{T\to \infty }\int _{-T/2}^{T/2}E(t)E^{*}(t+\tau )\,{\mbox{d}}x}
Normirana avtokorelacijska funkcija je:
{\displaystyle \gamma _{11}(\tau )={\frac {\Gamma _{11}(\tau )}{\Gamma _{11}(0)}}={\frac {\Gamma _{11}(\tau )}{I_{0}}}}
Časovno odvisno električno polje se lahko zapiše kot vsoto valovnih potez z amplitudami {\displaystyle A_{n}}, ki se razlikujejo za {\displaystyle \Delta \omega }:
{\displaystyle E(t)=\sum _{n}A_{n}e^{-in\Delta \omega t}}
{\displaystyle \Delta \omega } je povezana z eksperimentom (uporabljenim detektorjem pri Michelsonovem interferometru), {\displaystyle T} je čas povprečevanja: {\displaystyle \Delta \omega ={\frac {2\pi }{T}}}.
Spekter je definiran kot porazdelitev jakosti valovanja po zastopanih frekvencah:
{\displaystyle S(\omega )={\frac {|A_{n}|^{2}}{\Delta \omega }}}, kjer je {\displaystyle \omega =n\Delta \omega }
Zveza med spektrom in avtokorelacijsko funkcijo je Fourierova transformacija:
{\displaystyle S(\omega )={\frac {1}{2\pi }}\int _{-\infty }^{\infty }\Gamma _{11}(\tau )e^{-i\omega \tau }{\mbox{d}}\tau }

## Prostorska koherenca
Prostorska koherenca opisuje verjetnost za interferenco dveh točk, {\displaystyle x_{1}} in {\displaystyle x_{2}}, ki sta razmaknjeni v smeri pravokotno na širjenje vala, medtem ko povprečimo po času. Prostorsko koherenco lahko opišemo tudi kot prečno korelacijo med dvema točkama v valu, ki velja za vse čase. Val je popolnoma prostorsko koherenten, če ima konstantno fazo na neskončni prečni dolžini. Največjemu prečnemu razmiku med točkama, ki še da interferenco, rečemo prečna koherenčna razdalja {\displaystyle d_{c}}.                              
Ta tip koherence se pojavi pri Youngovem poskusu, kjer interferometer z dvema režama osvetljujemo s ploskovnim izvorom skoraj enobarvne svetlobe, ki je na simetrali med režama. Žarka, ki izhajata iz sredine svetila, opravita do obeh rež, ki sta v ravnini {\displaystyle A}, enako dolgo pot in dasta na zaslonu {\displaystyle B} interferenčne proge. Različno dolgo pot pa imata žarka, ki izhajata iz roba svetlobnega izvora, zato nastane med njima fazna razlika že tudi do ravnine {\displaystyle A}, ki se prišteje fazni razliki v ravnini {\displaystyle B}. Interferenčne proge, ki jih tvorita robna žarka, so zato premaknjene glede na proge centralnih žarkov. Žarki z roba in sredine so statistično neodvisni, zato med seboj ne interferirajo. Celoten interferenčni vzorec zato dobimo tako, da seštejemo interferenčne vzorce žarkov iz različnih delov svetila. Na zaslonu B pa ne bomo dobili interferenčne slike, ko bo razlika poti robnih žarkov, reda velikosti valovne dolžine {\displaystyle \lambda } ali več. Zato lahko približno določimo razdaljo med režama {\displaystyle d_{c}}, pri kateri interferenčne proge izginejo:
{\displaystyle {\frac {Rd_{c}}{z}}}= {\displaystyle \Delta s} = {\displaystyle \lambda } → {\displaystyle d_{c}} ={\displaystyle {\frac {z\lambda }{R}}}
{\displaystyle z} predstavlja razdaljo med izvorom svetlobe, polmera {\displaystyle R}, in ravnino {\displaystyle A}, {\displaystyle d_{c}} predstavlja prečno koherenčno razdaljo. Pogosto se uporablja tudi pojem koherenčne ploskve, katere velikost je {\displaystyle d_{c}^{2}}, to je območje kjer je fazna razlika v povprečju konstantna. Na zaslonu {\displaystyle B} z detektorjem izmerimo gostoto svetlobnega toka, ki je sorazmerna povprečju kvadrata električne poljske jakosti valovanj, ki izhajata iz rež ravnine {\displaystyle A}:
{\displaystyle \langle |E_{d}|^{2}\rangle =|K_{1}|^{2}\langle |E_{1}|^{2}\rangle +|K_{2}|^{2}\langle |E_{2}|^{2}\rangle +2Re(K_{1}K_{2}^{*}\langle (E_{1}(0)E_{2}(\tau ))\rangle )}
kjer {\displaystyle \tau } predstavlja zakasnitev valovanja iz druge odprtine glede na valovanje iz prve, faktorja {\displaystyle K_{1}} in {\displaystyle K_{2}} pa sta določena z uklonom na posameznih odprtinah. Zadnji člen v enačbi predstavlja medsebojno korelacijsko funkcijo polj {\displaystyle E_{1}} in {\displaystyle E_{2}} iz obeh odprtin. Torej tretji člen opisuje interferenco, prvi in drugi člen pa vsoto povprečnih moči obeh delnih snopov. Pokazali bomo kako je interferenčni člen povezan z značilnostmi svetila, ki je enobarvne svetlobe s srednjo frekvenco {\displaystyle \omega }. Tedaj lahko za zakasnitve {\displaystyle \tau } manjše od koherenčnega časa zapišemo:
{\displaystyle E_{2}(\tau )}={\displaystyle E_{2}(0)}{\displaystyle e^{i\omega \tau }} in
{\displaystyle \langle (E_{1}(0)E_{2}^{*}(\tau ))\rangle =\langle (E_{1}(0)E_{2}^{*}(0))\rangle }{\displaystyle e^{i\omega \tau }=J(P_{1},P_{2})}{\displaystyle e^{i\omega \tau }}
Povprečje produkta polj v odprtinah ob istem času {\displaystyle J(P_{1},P_{2})=E(P_{1},0)E(P_{2},0)} meri stopnjo prečne koherence med obema odprtinama in je od njega odvisen kontrast interferenčnih prog.
Polje v odprtinah lahko zapišemo kot vsoto prispevkov iz vsega izvora: 
{\displaystyle E(P_{j})}={\displaystyle {\frac {i}{\lambda }}}{\displaystyle \int }{\displaystyle \int }{\displaystyle E}({\displaystyle \xi },{\displaystyle \eta }){\displaystyle {\frac {e^{iks_{j}}}{s_{j}}}}{\displaystyle {\mbox{d}}\xi }{\displaystyle {\mbox{d}}\eta }
Faktor pred integralom {\displaystyle {\frac {i}{\lambda }}} dobimo iz uklonske teorije. Tako je:
{\displaystyle J(P_{1},P_{2})={\frac {1}{\lambda ^{2}}}}{\displaystyle \int \int }{\displaystyle \langle (E(\xi ,\eta )E^{*}(\xi ^{'},\eta ^{'}))\rangle }{\displaystyle {\frac {e^{ik(s_{1}-s_{2}^{'})}}{s_{1}s_{2}^{'}}}}{\displaystyle {\mbox{d}}\xi {\mbox{d}}\eta {\mbox{d}}\xi ^{'}{\mbox{d}}\eta ^{'}}
Naše svetilo predstavljajo neodvisno sevajoči atomi, po drugi strani pa se zavedamo, da svetlobno polje gotovo ne more znatno spremeniti na razdalji, manjši od valovne dolžine. Od tod torej sledi, da sta valovanji, ki sta razmaknjeni za več kot {\displaystyle \lambda } in izhajata iz dveh točk svetila, neodvisni in je povprečje njunega produkta enako nič. Zato približno velja sledeča zveza:
{\displaystyle \langle (E(\xi ,\eta )E^{*}(\xi ^{'},\eta ^{'}))\rangle }={\displaystyle {\frac {\lambda ^{2}}{\pi }}}{\displaystyle \delta (\xi -\xi ^{'},\eta -\eta ^{'})}{\displaystyle \langle |E(\xi ,\eta )|^{2}\rangle }
Faktor {\displaystyle {\frac {\lambda ^{2}}{\pi }}} je tu potreben za normalizacijo funkcije delta. Naj bo še dolžina {\displaystyle z} mnogo večja od dimenzije svetila, da lahko imenovalec pod integralom v izrazu za {\displaystyle J(P_{1},P_{2})} nadomestimo z {\displaystyle z^{2}} in postavimo pred integral, in dobimo:
{\displaystyle J(P_{1},P_{2})}={\displaystyle {\frac {1}{\pi z^{2}}}}{\displaystyle \int \int }{\displaystyle \langle |E(\xi ,\eta )|^{2}\rangle }{\displaystyle e^{ik(s_{1}-s_{2})}}{\displaystyle {\mbox{d}}\xi {\mbox{d}}\eta }
Sedaj razvijemo {\displaystyle s_{1}} in {\displaystyle s_{2}} do drugega reda:
{\displaystyle s_{j}={\sqrt {(z^{2}+(x_{j}-\xi )^{2}+(y_{j}-\eta )^{2})}}={\frac {z+(x_{j}-\xi )^{2}+(y_{j}-\eta )^{2}}{2z}}}
kjer sta {\displaystyle (x_{j},y_{j})} koordinati točke {\displaystyle P_{j}}. Pišemo še {\displaystyle \langle |E(\xi ,\eta )|^{2}\rangle }={\displaystyle I(\xi ,\eta )} ter {\displaystyle \delta x}= {\displaystyle x_{2}}-{\displaystyle x_{1}} in {\displaystyle \delta y}={\displaystyle y_{2}}-{\displaystyle y_{1}}. Dobimo znani izraz Van Citterta in Zernikea:
{\displaystyle J(x_{1},y_{1},x_{2},y_{2})}={\displaystyle {\frac {e^{-i\phi }}{\pi z^{2}}}}{\displaystyle \int \int }{\displaystyle I(\xi ,\eta )e^{ik(\Delta x\xi +\Delta y\eta )}}{\displaystyle {\mbox{d}}\xi {\mbox{d}}\eta }
kjer sledeči zapis predstavlja fazo:
{\displaystyle \phi }={\displaystyle {\frac {\pi }{\lambda z}}}{\displaystyle [(x_{2}^{2}+y_{2}^{2})-(x_{1}^{2}+y_{1}^{2})]}
in ni enak nič, le kadar odprtini v zaslonu {\displaystyle A} in svetilo ne ležijo simetrično na isti osi. 
Razložimo nekoliko dobljeni rezultat. {\displaystyle J(P_{1},P_{2})}, ki je funkcija prečno prostorske korelacije in določa kontrast interferenčih prog, smo izrazili kot Fourierovo transformacijo jakosti svetlobe na samem svetilu. {\displaystyle J(P_{1},P_{2})} pade na nič, ko je razdalja med točkama dovolj velika, največja dovoljena razdalja, pri kateri je {\displaystyle J(P_{1},P_{2})} še različna od nič, pa je prečno koherenčna razdaljo {\displaystyle d_{c}}, največja ploskev pa koherenčna ploskev {\displaystyle S_{c}}. Zato očitno velja ocena:
{\displaystyle S_{c}}={\displaystyle {\frac {(\lambda z)^{2}}{S_{0}}}}={\displaystyle {\frac {\lambda ^{2}}{\Omega _{0}}}}
kjer je {\displaystyle S_{0}} predstavlja površino svetila, {\displaystyle \Omega _{0}} pa prostorski kot, ki ga tvori svetilo v ravnini {\displaystyle A}. Faza {\displaystyle \phi } pa meri skupni premik interferenčnih prog, do katerega pride, kadar svetilo ni na isti osi kot odprtini v zaslonu {\displaystyle A}.
Doslej se je obravnavalo le razmere v središču interferenčne slike na zaslonu {\displaystyle B}, to je veljalo pri tako majhnih kotih {\displaystyle \phi }, da je bila zakasnitev manjša od koherenčnega časa. Pri večjih kotih pa je treba upoštevati še vpliv končnega koherenčnega časa, ki pa povzroči zmanjšanje kontrasta interferenčnih prog. V primeru, ko je svetilo okroglo, s polmerom {\displaystyle R}, spekter pa naj bo Lorentzove oblike s širino {\displaystyle \gamma }. Vzame se {\displaystyle y} koordinato enako nič za obe odprtini. Časovna korelacijska funkcija polja, ki je Fourierova transformacija spektra, ima sledečo obliko {\displaystyle e^{-\gamma \tau }}. Za prečno korelacijsko funkcijo, ki se jo izračuna po zgornji enačbi, se dobi vrednost:
{\displaystyle J(x_{1},0,x_{2},0)}={\displaystyle {\frac {2R^{2}I_{0}}{z^{2}}}} {\displaystyle {\frac {J_{1}({\frac {kR\Delta x}{z}})}{({\frac {kR\Delta x}{z}})}}}
{\displaystyle J_{1}} predstavlja Besselovo funkcijo.
Dobljena interferenčna slika na zaslonu {\displaystyle B} je produkt časovnega in prostorskega dela. Modulacija interferenčnih prog v sredini je popolna, ob predpostavki da velja {\displaystyle \Delta x} << {\displaystyle {\frac {\lambda z}{R}}}. Modulacija pa se zmanjšuje za večje kote {\displaystyle \phi } zaradi končnega koherenčnega časa. Če pa je razmik dovolj velik, potem tudi v centru kontrast ni več popoln.

### Zgledi prostorske koherence
- Prostorska koherenca
- Slika 6: Ravni val z neskončno koherenčno dolžino in neskončno koherenčno razdaljo.
- Slika 7: Val s spreminjajočim profilom oz valovnim frontami, neskončno koherenčno dolžino in neskončno koherenčno razdaljo.
- Slika 8: Val s spreminjajočimi valovnimi frontami, končno koherenčno dolžino in končno koherenčno razdaljo.
- Slika 9: Val s končnim koherenčnim območjem vpada na majhno režo. Uklonjene valovne fronte so okrogle, ki pa jih v zelo veliki odaljenosti aproksimiramo z ravnimi valovi. Koherenčno območje je zdaj neskončno, koherenčna dolžina pa je nespremenjena.

Kot zgled se vzame volframovo nitko v žarnici. Posamezni deli nitke oddajajo svetlobo neodvisno od drugih delov. Zato se faza svetlobe običajnega svetila slučajno spreminja s karakterističnim časom, ki je skoraj vedno bistveno krajši kot čas, v katerem lahko opazujemo interferenco. Torej, ker se ne dobi interference, velja volframova nitka za prostorsko nekoherentni izvor. Zelo veliko prostorsko koherenco ima radijska antena, saj na obeh koncih oddaja s stalno fazno zvezo. Zgled svetlobe, ki je časovno in prostorsko koherentna, je laserska svetloba, zaradi tega lahko laserji žarek usmerijo v majhno in izbrano točko in to omogoča uporabo žarka za lasersko rezanje in litografijo. Prostorska koherenca prav tako pomeni, da žarek ostane ozek na dolgi razdalji.
S tem, ko se meri prečne koherenčne razdalje svetlobe zvezd, se lahko določi zvezdne premere, s tako imenovano Michelsonovo metodo. Svetlobo izbrane zvezde preko dveh manjših parov zrcal, zberejo v teleskop. Ker sta zunanji zrcali na pomičnih rokah, jih je mogoče razmikati. Če pomični zrcali nista preveč razmaknjeni, lahko glavno zrcalo teleskopa zbere svetlobna snopa v goriščni ravnini, kjer nastanejo interferenčne proge. Meri se razmik, pri katerem interferenčne proge izginejo, in iz tega je mogoče določiti premere bližnjih svetlih zvezd. Za zvezdo, ki je velika 106 km in je od Sonca oddaljena 10 svetlobnih let, je prečna koherenčna razdalja za zeleno svetlobo približno 10 m, kar se z Michelsonovim zvezdnim interferometrom lahko izmeri. Pri zvezdah, ki so dlje od nekaj deset svetlobnih let, pa ta metoda ne deluje več.
Za holografijo je potrebna časovno in prostorsko koherentna svetloba. Holografijo je izumil Dennis Gabor in to kar 10 let preden so nastali laserji. Koherentno svetlobo je dobil tako, da je monokromatsko svetlobo , ki jo je oddala svetilka iz živega srebra, poslal skozi režo s prostorskim filtrom.
Leta 2011 je bilo pokazano da se lahko helijevi atomi, ki so ohlajeni do absolutne ničle, gibljejo in obnašajo kot koherentni laserski žarki.

## Spektralna koherenca
Valovi z različnimi frekvencami (v svetlobi se to opazi kot različne barve) lahko interferirajo na način, da ustvarijo pulz, če obstaja relativna fazna zveza med njimi. Če pa valovi z različnimi frekvencami niso koherentni, njihov skupek tvori val, ki je kontinuiran v času, zgled je bela svetloba. Časovno trajanje pulza, se označi z {\displaystyle \Delta t}, je omejen s spektralno pasovno širino svetlobe, se označi z {\displaystyle \Delta f}, z naslednjo zvezo:
{\displaystyle \Delta f}{\displaystyle \Delta t}{\displaystyle \lesssim 1\!\,.}
Ta zveza izhaja iz značilnosti Fourierove transformacije, in je prav tako rezultat Heisenbergovega načela nedoločenosti. Če je faza linearno odvisna od frekvence, bo dolžina pulza minimalna za neko pasovno širino.

### Merjenje spektralne koherence
Za merjenje spektralne koherence svetlobe je potreben nelinearni optični interferometer, kot je recimo optični korelator jakosti, frekvence ali faze.

## Uporaba

### Holografija
Koherentno združevanje dveh ali več optičnih valovnih polj vključuje holografijo. Holografski objekti so pogosto uporabljeni v vsakdanjem življenju v bančnih zapisih, kreditnih karticah.

### Neoptična valovna polja
Nadaljnje aplikacije se zanimajo za koherentno združevanje dveh ali več neoptičnih valovnih polj. Zgled takih so kvantna kriptografija in kvantni računalniki.